# Yuelu
Yuelu är ett stadsdistrikt i Changsha i Hunan-provinsen i södra Kina.
Antalet invånare är 801781. Befolkningen består av 402 919 kvinnor och 398 862 män. Barn under 15 år utgör 10,0 %, vuxna 15-64 år 82 %, och äldre över 65 år 6,0 %.